# Гнатюк Лідія Павлівна
Лідія Павлівна Гнатюк (нар. 10 травня 1959, м. Тростянець Сумської обл.) — український науковець-філолог, доктор філологічних наук, професор кафедри української мови та прикладної лінгвістики Інституту філології Київського національного університету імені Тараса Шевченка.

## Життєпис
У 1981 закінчила філологічний факультет Київського університету імені Тараса Шевченка. У 1989 захистила кандидатську дисертацію «Наукова термінологія у творах Г. С. Сковороди», у 2011 — докторську «Мовна свідомість і мовна практика Григорія Сковороди в контексті староукраїнської книжної традиції».
З 1989 працює в Київському національному університеті імені Тараса Шевченка.
В 2004—2016 років — вчений секретар спеціалізованої вченої ради при Київському національному університеті імені Тараса Шевченка.
Під її керівництвом захищено 3 кандидатські дисертації.
З 2015 — членкиня Української національної комісії з питань правопису.

## Наукові праці
Є автором монографії «Мовний феномен Григорія Сковороди в контексті староукраїнської книжної традиції». — Київ: ВПЦ «Київський університет», 2010. — 446 с.
Автор розділів у колективних працях:
- Мова другої половини XVII — першої половини XVIII ст. // Історія української літератури. — Т. 2. Давня література (друга половина XVI—XVIII ст.). — К.: Наукова думка, 2014. — С. 320—328.
- Мова другої половини XVIII ст. // Історія української літератури. — Т. 2. Давня література (друга половина XVI—XVIII ст.). — К.: Наукова думка, 2014. — С. 637—642.
- Мова Шевченка і староукраїнська книжна традиція // Територія мови Тараса Шевченка. — К.: Видавничий дім Дмитра Бураго, 2016. — С. 49–72.

Автор навчальних посібників:
- Українська мова. Теорія, завдання, тести: навчальний посібник для старшокласників та вступників до вищих навчальних закладів України. — К.: Знання, 2014. — Вид. 2-е. — 405 с. (у співавторстві з О. В. Бас-Кононенко).
- Старослов'янська мова. Практикум. Навчальний посібник для студентів філологічних спеціальностей. — К.: Знання, 2015. — 245 c.

Автор багатьох наукових статей.

## Відзнаки
- Почесна грамота Київського національного університету імені Тараса Шевченка
- Почесна грамота Українського міжнародного комітету з питань науки і культури при НАН України
- Подяка Ректора Київського національного університету імені Тараса Шевченка